# Viscount Ridley

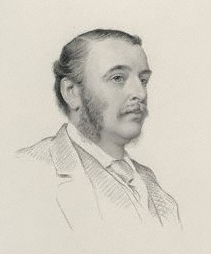
Matthew White Ridley, 1. Viscount Ridley

Wappen der Viscounts Ridley

Viscount Ridley ist ein erblicher britischer Adelstitel in der Peerage of the United Kingdom.

## Verleihung und nachgeordnete Titel
Der Titel wurde erstmals am 19. Dezember 1900 für Sir Matthew White Ridley, 5. Baronet geschaffen.
Zusammen mit dem Viscounttitel wurde ihm der Titel Baron Wensleydale, of Blagdon and Blyth in the County of Northumberland, verliehen, ebenfalls in der Peerage of the United Kingdom.

## Liste der Viscounts Ridley (1900)
- Matthew White Ridley, 1. Viscount Ridley (1842–1904)
- Matthew White Ridley, 2. Viscount Ridley (1874–1916)
- Matthew White Ridley, 3. Viscount Ridley (1902–1964)
- Matthew White Ridley, 4. Viscount Ridley (1925–2012)
- Matthew White Ridley, 5. Viscount Ridley (* 1958)

Titelerbe (Heir Apparent) ist der Sohn des aktuellen Viscounts Hon. Matthew White Ridley (* 1993).